# پشه‌ریز
پشه‌ریز یا پشه‌ریزه نامی است که به بسیاری از گونه‌های حشرات پروازی دوبال از زیرراسته نخ‌شاخکان گفته می‌شود، به‌ویژه حشرات خانواده‌های پشه‌های قارچ‌دوست، پشه‌های چوب و پشه‌های قارچ سیاه‌بال.
برخی از پشه‌ریزها گزنده و برخی نیز غیرگزنده‌ هستند. پشه‌ریزها معمولاً در گروه‌هایی با تعداد زیاد حرکت می‌کند که «فوج پشه» نام دارد. پشه‌ریز جزء اصطلاحات حشره‌شناسی و آرایه‌شناسی نیست، بلکه به یک مقوله توصیفی کلی است.